# Shunosaurus
Shunosaurus (deutsch: „Echse von Sichuan“) ist der wissenschaftliche Name einer Gattung sauropoder Dinosaurier, deren fossile Überreste aus dem mittlerer Jura (Bathonium bis Callovium) des heutigen Chinas stammen. Der Begriff Shunosaurus kommt vom Wort „Shu“, was ein alter Name für die chinesische Provinz Sichuan ist, in der die ersten Fossilien eines Shunosaurus entdeckt wurden. Shunosaurus teilte sich seinen Lebensraum mit den anderen Sauropoden Datousaurus, Omeisaurus und Protognathosaurus sowie mit dem Ornithopoden Xiaosaurus, dem frühen Stegosaurier Huayangosaurus und dem karnivoren Theropoden Gasosaurus.

## Entdeckung und Arten
Shunosaurus ist heute durch 20 vollständige oder beinahe vollständige fossile Skelette bekannt. Aufgrund der zahlreichen Funde dürfte er anatomisch gesehen einer der bekanntesten Sauropoden sein. Besagte Fossilien stammen allesamt aus der Lower Shaximiao Formation in Zigong, Sichuan. Die wissenschaftliche Erstbeschreibung der Typusart Shunosaurus lii erfolgte 1983 durch Dong, Zhou und Zhang. Eine zweite Art jedoch, Shunosaurus ziliujingensis wurde nie wissenschaftlich beschrieben und gilt aufgrund dieser Tatsache als nomen dubium. Skelette des Shunosaurus werden heute im Dinosauriermuseum von Zigong und im Beijing Museum of Natural History ausgestellt.

## Systematik
Shunosaurus wird heute als basaler Eusauropode betrachtet. Eine Zugehörigkeit zur Cetiosauridae wird heute von den meisten Paläontologen abgelehnt. Vermutlich war er mit Rhoetosaurus, dessen Fossilien aus Queensland, Australien stammen, verwandt.

## Anatomie
Mit einer Länge von 9 bis 10 Metern und einem Gewicht von drei Tonnen war Shunosaurus für einen Sauropoden ziemlich klein. Sein Schädel war kurz und flach mit robusten Zähnen, die, anders als bei höher entwickelten Sauropoden, nicht nur im Vorderkiefer saßen.
Im Jahr 1989 wurde entdeckt, dass sich am Schwanzende von Shunosaurus eine kleine, aus verwachsenen Schwanzwirbeln gebildete und außerdem mit Stacheln gespickte „Keule“ befand. Sehr wahrscheinlich diente sie der Verteidigung gegen Fressfeinde.